# Glorious Betsy
Glorious Betsy és una pel·lícula muda amb algunes seqüències parlades de la Warner Bros. dirigida per Alan Crosland i protagonitzada per Dolores Costello i Conrad Nagel. La pel·lícula està basada en l’obra teatral homònima de Rida Johnson Young (Broadway, 1908) adaptada al cinema per Anthony Coldeway i Jack Jarmuth (intertítols). Es va presentar al Warners Theatre el 26 d'abril de 1928 per estrenar-se posteriorment el 9 de juny. Pel seu treball, Anthony Coldeway va ser nominat a l'Oscar al millor guió adaptat en la primera edició dels premis. Es conserva una còpia muda de la pel·lícula a la Biblioteca del Congrés dels Estats Units així com alguns dels discos Vitaphone UCLA Film and Television Archive.

## Argument
Jérôme Bonaparte, disfressat sota el nom de Jerome Laverne, visita Baltimore, on es fa passar per professor i es guanya l'amor d'Elizabeth "Betsy" Patterson, una noia de la alta societat. Després de casar-se confessa a Elisabet que és el germà de l'emperador Napoleó Bonaparte i marxen cap a França. Napoleó es nega a deixar entrar Betsy al país, el seu matrimoni és anul·lat i l’obliga a tornar a Baltimore. L'emperador concerta un nou matrimoni per a Jérôme amb la princesa de Würtemburg, però la vigília del seu casament aquest s'escapa. Torna amb Elizabeth poc després del naixement del seu fill.

## Repartiment
- Dolores Costello (Betsy Patterson)
- Conrad Nagel (Jérôme Bonaparte)
- John Miljan (Preston)
- Marc McDermott (coronel Patterson)
- Pasquale Amato (Napoleó Bonaparte)
- Michael Vavitch (capità St. Pierre)
- Andrés de Segurola (capità Du Fresne)
- Paul Panzer (capità del vaixell)
- Clarissa Selwynne (tieta Mary)
- Betty Blythe (princesa Frederick)